# Christopher Gitsham
Christopher William „Chris” Gitsham (ur. 15 października 1888 w Pietermaritzburgu, zm. 16 czerwca 1956 w Edenvale) – południowoafrykański maratończyk, wicemistrz olimpijski.
Gitsham dwukrotnie wystartował na igrzyskach olimpijskich. W 1912 roku zdobył srebrny medal w maratonie na V Letnich Igrzyskach Olimpijskich w Sztokholmie czasem 2-37:52,00. Osiem lat później wystartował w biegu maratońskim podczas VII Letnich Igrzysk Olimpijskich w Antwerpii, lecz nie ukończył biegu. 